# Hede von Trapp
Hede von Trapp (Pula, tada Austrija, 18. studenog 1877. – Korneuburg, Donja Austrija, 29. prosinca 1947.), austrijska pjesnikinja, slikarica i grafičarka jugendstila.

## Život
Bila je kći kapetana fregate Augusta von Trappa koji je samo godinu dana prije njenog rođenja postao austrijskim vitezom (1876.). Njezin mlađi brat bio je zapovjednik podmornice Georg Ludwig von Trapp (1880. – 1947.), otac raspjevane obitelji Trapp.
Hede je prvo radila kao spisateljica i pjesnikinja. Nakon kratkog studija u umjetničkoj klasi berlinskog slikara Ericha Ludwiga Stahla (1887-??) započela je sama oslikavati svoje knjige 1909. godine. U srpnju 1911. održala je izložbu sa 70 crteža i bakropisa u Galeriji Miethke u Beču. Godine 1914. sudjelovala je od 1. veljače do 31. ožujka na Međunarodnoj izložbi u Kunsthalle Bremen.
Živila je i radila u donjoaustrijskom Korneuburgu u kojem je jedna ulica nazvana njoj u čast.

## Djela
- Istrianischer Rosengarten, pjesme, 1907.
- Radierungen, Horen-Verlag, Worpswede-Charlottenburg 1913.
- Chinoiserie, Horen-Verlag, Worpswede-Charlottenburg 1913.
- Das Buch der Begebenheiten, bajke sa slikama, Horen-Verlag, Worpswede-Charlottenburg 1913.

## Vanjske poveznice
- Literatura Hede von Trapp[neaktivna poveznica] u katalogu Njemačke nacionalne knjižnice